# 石井竜也
石井 竜也（いしい たつや、1959年〈昭和34年〉9月22日 - ）は、日本のシンガーソングライター、音楽プロデューサー、芸術家、映画監督。茨城県北茨城市出身。所属事務所は自らが代表取締役社長を務める株式会社ウェルストーン・ヴォイス。
米米CLUBメンバーでメインボーカル。バンドではカールスモーキー石井の名義で活動する。

## 概要
身長175cm、血液型はO型。ロシア人の血が1/16入っている。学生時代はボーイスカウトに所属していた。爪を噛むのが癖である。好きな食べ物はハンバーグとオムライス他、卵料理と乳製品。嫌いな食べ物はミョウガ、大葉など薬味に使用されることの多い香味野菜、香りの強い青魚も苦手である。
音楽、舞台美術、空間・イベントのプロデュース、衣装・アクセサリー・食器・家具等のデザイン、絵画・オブジェ制作、役者や映像監督等、表現者として多岐にわたり活動している。
現夫人はカナダ東部ハリファックス市出身のカナダ人。ダンサー（芸名：マリーザ）、女優（芸名：石井・ハナ・マリーザ）として活動している。2002年に長女が誕生。パピヨンとペルシャ猫を飼っている。米米CLUBのメンバーでもあるSUE CREAM SUE（現：シューク・フラッシュ!）のMINAKOは実妹。サクソフォーン奏者でもあり音楽家の金子隆博はMINAKOと結婚したため義弟にあたる。
文化学院美術科（油絵専攻）卒業。1985年、ジェームス小野田らと米米CLUBを結成し、ボーカリストとしてデビュー。
楽曲制作やライブツアーに加え、作品展の開催や、プロデューサーとしての仕事も多い。ライブでは、舞台セット・衣装・キャラクター等のデザイン、脚本まで全て自ら行っている。
チャリティー企画に賛同し、世界平和や自然保護を趣旨とするイベントに積極的に参加。2002年より、アートで平和を祈念する活動「T.I GRAND PROJECT」を続けている。
愛称は「テッペイちゃん」。文化学院時代からのもので、「渋谷哲平に似ていたから」（米米CLUBの書籍『米の器』より）、「漫画“おれは鉄兵”の髪型に似ていてからかわれてから」（『罪と罰』、『PATiPATi』インタビューなどより）など諸説ある。
監督した映画作品『ACRI』の興行が低迷し悩んでいたところ、父より「お前の財産は心の中にある」と言われ、改めて前向きな意欲を持つことができたと語っている。
茨城県北茨城市の実家は、石井製菓という老舗の和菓子屋を営んでいた。しかし後継者がいなかったため和菓子店を閉店したのち、石井のアート作品などを展示する「アートサロンギャラリー石井屋」となっていたが、2009年に78歳で実父が他界した後は営業していなかった。更に2011年の東日本大震災の地震と津波によって全壊した事を自らの公式ホームページで明らかにしている。その後、被災地となった地元の復興のために幾度も足を運び、チャリティーイベントや寄付活動も行っている。2022年に執り行われた成人式の式典にもサプライズゲストとして登場し、新成人を励ました。
沖縄県久米島町山城に建設される福島の被災児童のための保養センター「沖縄・希望21（仮称）」に賛同人として名を連ねている。寄付を行ったほか、東日本大震災の被災者支援を軸としたアーティスト活動を行っている。

## 略歴
- 1959年 - 茨城県北茨城市に生まれ育つ。絵画好きの父・昭雄の影響で3歳から油絵の先生による手解きを受ける。
- 1978年 - 画家を志し上京。神田駿河台にあった文化学院に入学。美術科に在籍し油絵を専攻する。学生でありながら画商が付く腕前であった。本来は難関の東京芸術大学志望だったが入試で不合格となり、一浪してでも入学したかったのだが、浪人生活ができるほど資金がなかったため私立の専修学校に進学をしたという。
- 1982年頃 - 文化学院卒業。その後に街頭パフォーマンスを始める。学生時代に在籍していた映画研究会「A-Ken」のメンバーを中心に米米CLUBを結成。初期は「ドナルド平原」と名乗り、後に「カールスモーキー石井」と改名。本人談によれば一時期、「カールスモーキー中村」と名乗っていたことがあったらしい。
- 1985年にレコード会社13社の争奪の末に、CBS・ソニー（現ソニー・ミュージックレコーズ）よりデビューした。大手プロダクションに在籍せず、事務所「SHARISHARISM」を設立。バンド内では、ボーカルや司会としての役割の他に、大多数の楽曲の作詞作曲、舞台セット・CDジャケット・衣装・グッズ等のデザイン、メンバーのメイク等を担当。リーダーBONと共にバンドを総合的にプロデュースする。
- 1988年 - 1989年 - ビデオクリップ「KOME KOME WAR」「FUNK FUJIYAMA」の監督を務め、アメリカMTVが主催するMTV Video Music AwardsのInternational Video Awardで2年連続グランプリを受賞。
- 1992年 - 松任谷由実とのデュエット曲「愛のWAVE」を発売。米米CLUB「君がいるだけで」で第34回日本レコード大賞受賞。
- 1993年 - チャリティーグループ「USED TO BE A CHILD」に参加。
- 1994年 - 展覧会「石井竜也未来遺跡展」開催。第1回監督映画『河童』公開。
- 1995年 - 8月 和田アキ子のシングル「さあ冒険だ」を作曲し、米米CLUBで編曲も担当。
- 1996年 - 第2回監督映画『ACRI』公開。興行的には振るわず、15億円の負債を抱える。後に自殺も考えたという[5]。また後の著書「イノセント」では「赤字をバンドで補填させるようなことはしたくない」との趣旨も著している。
- 1997年
  - 3月、米米CLUB解散。ソロ活動を開始。
  - 4 - 5月、“LIVE-A-LIVE”を行う（全5公演）。1部がコンサート、2部がステージで絵を描くアートパフォーマンスという2部構成。翌年から開始する“ART NUDE”の前身的ライブ。
  - 展覧会「PARALLEL WORLD・空想美術館」開催。
  - 7月27日、プロレスラー・ハヤブサのコスチュームをデザイン。以降ハヤブサが亡くなるまで交友が続く。
  - 9月25日、ソロデビューシングル「WHITE MOON IN THE BLUE SKY」リリース。　
  - 10月、和田アキ子のシングル「夢」を作詞・作曲。
  - 10 - 11月、ライブツアー“T-STAGE”（全8公演）
- 1998年
  - 大阪梅田の商業施設HEP FIVEの空間モニュメント（巨大赤クジラ）をプロデュース。
  - 2 - 3月、ライブツアー“DRAG-ON〜The Legend of Dragon Slayers〜”（全16公演）
  - 3月21日、1stアルバム『H』リリース。
  - 8月、ライブツアー“サアカス少年團〜NATSU NO YO NO YUME〜”（全10公演）
  - 12月、 “1998 ART NUDE”を行う（全11公演）。1部がコンサート、2部がステージで絵を描くアートパフォーマンスという2部構成。
- 1999年
  - DoCoMoの携帯“K-TI”をデザイン。
  - 長年憧れ続けていた芸術家フンデルトヴァッサーに会いに行き感銘を受ける。
  - 2 - 4月、ライブツアー“TRANS　〜時間紀行〜”（全27公演）
  - 8月、ライブツアー“EXPO ISHII 1999”（全6公演）
  - 展覧会「昇展」開催。
  - 鈴鹿8時間耐久ロードレースの総合プロデュースを務める。
  - 12月、“1999 ART NUDE”を行う。（全11公演）
- 2000年
  - 4 - 7月、ライブツアー“DRAGASIA 〜Welcome to ASIAN DISCO〜”（全21公演）
  - 12月、“2000 ART NUDE”を行う。（全12公演）
- 2001年
  - ノートパソコン“T-NOTE”をデザインし、2001年度グッドデザイン賞を受賞。
  - 3 - 4月、展覧会「ART NUDE EXHIBITION」開催。
  - 3 - 5月、ライブツアー“ZERO CITY -HAL- ”（全12公演）
  - 9 - 11月、ライブツアー“ZERO CITY -AQI- ”（全13公演）
  - 12月、オーケストラライブツアー“D-DREAM”（全4公演）
- 2002年
  - 2 - 3月、“2002 ART NUDE”を行う。（全12公演）
  - 元宝塚歌劇団宙組初代トップ男役で歌手の姿月あさととユニット「MOON STONES」を結成。7月にLIVE&ACT「ツキノイシ・ケイカク」第一弾として“MOON”公演。（全4公演）
  - 9 - 11月、ライブツアー“NYLON CLUB 〜LET'S GO CABARET〜”（全16公演）
  - 12月、展覧会「NUDE」開催。
  - 年末、アメリカ同時多発テロ事件に強いショックを受け、『平和』をテーマとしたインスタレーション・イベント“GROUND ANGEL”を横浜赤レンガ倉庫にて開催。
- 2003年
  - 2 - 3月、ライブツアー“ISHYST”（全11公演）
  - 6月、「チェンミン・二胡LIVE 2003“i love”」の総合演出プロデュースを務める。
  - 7 - 8月、石井竜也×姿月あさと・ツキノイシケイカク第二弾として“SUN”公演。3メニューで行う。（全29公演）
  - 12月、ライブツアー“羽音”（全9公演）
  - 年末、『平和』をテーマとしたインスタレーション・イベント“GROUND ANGEL”を横浜赤レンガ倉庫にて開催。
- 2004年
  - フォトジャーナリスト・広河隆一との対談本『子どもに伝えるイラク戦争』を出版。
  - 難病の子供達を支援する「世界子どもの日スペシャル「笑顔になろう。笑顔にしよう。チャリティーライブ」（日本マクドナルド主催）に参加。
  - 6 - 7月、ライブツアー“NYLON CLUB DELUXE”（全10公演）
  - 7月、ライブツアー“NYLON CLUB SUPER DELUXE”（全2公演）
  - 11 - 2005年1月、ライブツアー“SKETCH 〜Book of GROUND ANGEL〜”（全19公演）
  - 年末、『平和』をテーマとしたインスタレーション・イベント“GROUND ANGEL”を横浜赤レンガ倉庫にて開催。
- 2005年
  - 3 - 9月、愛知万博のレギュラープログラムの総合プロデュースを務める。
  - 6月5日、第56回全国植樹祭のテーマソング「緑の山」を制作。明仁天皇・皇后美智子臨席の会場にて披露する。
  - 6 - 9月、デビュー20周年記念ライブツアー“TWO TONE TOUR”（全16公演）2メニューで行う。
  - 9月11日、愛・地球博 EXPOドームにて“COCOROCK FOREST CONCERT 〜透明森の妖精〜”を行う。
  - 10月、展覧会「ART SELECTION at oazo」を丸の内オアゾにて開催。展覧会「20th Anniversary Exhibition」を開催。作品約100点を展示。
  - 11月、難病の子供達を支援する「世界子どもの日スペシャル・笑顔になろう。笑顔にしよう。チャリティーライブ」（日本マクドナルド主催）に参加。
  - 11 - 12月、ライブツアー“COCOROCK FOREST CONCERT 〜透明森の妖精〜”（全4公演）
  - 12月16日 - 25日 広島平和記念公園にてインスタレーション・イベント“GROUND ANGEL in HIROSHIMA”を開催。車椅子を寄付。
- 2006年
  - サハダイヤモンド（CAXA）から第1回 SAKHA VIRGIN DIAMOND AWARD 2005 を受賞。
  - 倖田來未とのデュエット曲「KAMEN」を発売。
  - 2 - 3月、ライブツアー“DANCE NYLON 〜ナイロンクラブで逢いませう〜”（全5公演）
  - 4月、解散から9年ぶりに米米CLUB再結成。ソロと並行して活動を開始する。
  - 世界の子供達へサッカーボールを届けるチャリティープロジェクト YELL FROM NIPPONに参加。
  - 9 - 10月、米米CLUBツアー“再会感激祭”（全12公演）2メニューで行う。
  - 11月　難病の子供達を支援する「世界子どもの日スペシャル・笑顔になろう。笑顔にしよう。チャリティーライブ」（日本マクドナルド主催）に参加。
  - 展覧会「Venus White」をお台場のヴィーナスフォートにて開催。ステージセットのオブジェ作品を展示。
  - 12月20日、広島にてコンサート“GROUND ANGEL ORCHESTRA”を行い、広島交響楽団と共演する。
- 2007年
  - “GROUND ANGEL in HIROSHIMA”での車椅子の寄付が認められ、紺綬褒章を受章。
  - 4月、アルバム『日時計』リリース。15曲中5曲はロイヤル・フィルハーモニー管弦楽団と共演。世界で初めて世界遺産ストーンヘンジでの撮影許可を得て、ロケを行う。
  - 4 - 5月、ライブツアー“SUNDIAL 〜日時計のある人生〜”（全7公演）
  - 5月、薬師寺本尊開眼1310年記念「薬師寺Present Tree Live 〜音楽の力で森をつくろう〜」に参加。コンサートタイトル「水煙の夢」を行う。のちに薬師寺に顔魂作品“太陽”を奉納。
  - 7 - 8月、ライブツアー“HEARTS VOICE LIVE”（全6公演）
  - 8月5・6日にNHK総合で放送された「平和キャンペーン “核”本当の恐ろしさを伝えます」の司会を務める。
  - 9 - 10月　米米CLUBツアー“再々感激祭”（全7公演）
  - 10月　世界遺産屋久島で自然保護を目的として行われている「やくしま森祭り」に参加。「やくしま森祭り」は出演アーティスト全員が無償参加している。
  - 12月20 - 31日、東京ビルTOKIAにて行われたアート展「光のシンフォニーライティング・オブジェ2007」に参加。オブジェ作品『GROUND ANGEL』を展示。
- 2008年
  - 1 - 2月、展覧会「顔魂〜KAODAMA〜」開催。六本木ヒルズの森アーツセンターギャラリーにて、86点の顔魂（＝達磨オブジェ）を展示。
  - 3 - 4月、ライブツアー“PENDULUM”（全5公演）
  - 「赤坂サカスオープニングスペシャルライブ」にて人形師 辻村寿三郎と共演。
  - 東京ディズニーリゾート25周年記念2テーマソング『魔法の鍵 〜The Dream Goes On』の日本語歌詞とプロモーションを担当。「プレミアム・ドリーム・ナイト」に共演の高杉さと美と共に出演。
  - 近代製鉄発祥150周年記念の広報大使に任命され、同時にシンボルキャラクター「AIRA」のデザインとイメージソングを制作。
  - 8月、「〜音楽で森を作ろう〜Music Tree Live」（前年と同様に薬師寺にて開催）に参加し、コンサートタイトル「月日の塔」 を開催。自然保護などのイベントに多数参加しているが、これらのイベントに関してはDVD化されておらず、ファンからDVD化が切望されていた。
  - 薬師寺内宝聚寶館（じゅほうかん）にて重要文化財を移動させて薬師寺史上初となる展覧会「顔魂〜心の顔〜」を開催（8/23 - 9/7）。約60点の顔魂を展示。
  - 10月、世界遺産屋久島で自然保護を目的として行われている「やくしま森祭り」（10/15日開催）に2度目の参加。
  - 11月、『TATUYA ISHII SPECIAL CONCERT 2008 MUSIC TREE LIVE 〜月日の塔〜』がDVD発売。
  - 12月、2002年より行っている『平和』をテーマとしたインスタレーション・イベント“GROUND ANGELの一環としてTATUYA ISHII CONCEPTUAL  CONCERT TOUR 2008　「GROUND ANGEL〜INORING〜」　東京・大阪・名古屋3都市にて開催。コンサート収益金の一部をアフガニスタンの子供たちに給水車を届けたいと活動している白鳥晴弘の「プロジェクト・アフガン　夢に向かって」に寄付された。
  - 東京ビルTOKIAにて行われるアート展（12月19日 - 2009年1月4日）LIGHTING OBJET 2008 光のシンフォニーライティング・オブジェに平和活動の一環として行っているGROUND ANGEL作品『INORI』を出展。オブジェ『INORI』は音声認識機能が搭載され、オブジェの背面に「平和」と声を掛けると動画等を映し出す仕様となっている。
- 2009年
  - 1月、「TOKYO DISNEY RESORTサンクスデー」にサプライズゲストとして高杉さと美と共に出演。
  - 2月、作曲に筒美京平を迎えた初コラボ作品「DANCE IN LOVE」リリース。雑誌『Grazia』（講談社）にて連載が決定　4月号（2/28発売）より連載開始。「LIVE SDD 2009　飲酒運転の撲滅を誓う10,000人のライブ!!」参加。
  - 3月、アルバム『CHANDELIER』をリリース。『CHANDELIER』収録曲「妖精」（作曲:筒美京平）が西鉄電車TV-CMイメージソングに決定（4日 - 、福岡地区限定）
  - 5月、ライブツアー“CHANDELIER SCANDAL　BLACK  ROSE / RED ROSE”（2メニュー 全10公演）
  - 7月、「生きる2009」 〜小児がんなど病気と闘う子供たちとともに〜 森山良子 with FRIENDSにゲスト参加。「ap bank fes '09」（19日）参加
  - 9月、「GREAT 50」（9/22の誕生日を祝うファンクラブ限定イベント）を開催。コンサートタイトル「SOCIAL MOON SYMPHONY」（全国1カ所／全2公演）を行う。
  - 水にまつわるテーマでのコンセプチュアルコンサート「水都大阪2009 石井竜也Special Concert」開催
  - 10月、「POETIC SOCIAL MISSION」（国際宇宙ステーションと世界14都市を結び生配信）にゲストの一人として参加。
  - 12月、「LIGHTING OBJET 2009」参加。オブジェ作品「TEARS」出展。（12/17 - 28日）「GROUND ANGEL 〜ONE DREAM〜」（全国3カ所／全3公演）サブタイトル「NEAR THE TEARS 〜子供達の涙の理由を考えてみよう〜」。全国の養護施設で暮らす子供達を応援する目的で開催。収益金の一部は国内の児童養護施設に寄付された。ソロ活動と米米CLUBのコンサートツアー等も平行して行われていた為、ハードスケジュールとなり、米米CLUBコンサート中（仙台公演）に疲労が原因で体調不良となり倒れ、プロデビュー以来、初めてコンサートが中止された。予定されていた大阪公演も延期となり、チケット代金の返金希望者には返金対応が行われた。
- 2010年
  - 1月、阪急三番街Presents「DREAM LIVE 2010」に参加しピーボ・ブライソンと共演。
  - 2月、中部電力チャリティーコンサート「POWER OF MUSIC」に参加。
  - 3月、東京駅エキナカ「エキュート東京」内の「HINT INDEX BOOK エキュート東京店」にて東京駅限定バージョンを含むGROUND ANGELアイテムを販売。収益の一部は、GROUND ANGEL活動資金としての使用が予定されている。
  - 4月 FM OSAKAをキー・ステーションとしてJFN西日本ブロック20局が参加している、交通事故ゼロを目指すキャンペーン「DRIVE & LOVEプロジェクト・ドライブにはラブがいる」のプロジェクトリーダーとして参加。「音楽のチカラ」によって、メッセージを発信していくオフィシャルキャンペーンソング「安らぎを求めて feat.伊藤由奈」を提供。尚、「DRIVE & LOVE」は一般からサポートメンバーを募る参加型のキャンペーンとなっており、サポートメンバーに登録すると、ハートレット（チャーム）やステッカーが無料配布される（先着5000名まで）。
  - フジテレビが主催する日本初のエンタテインメント&レストラン「LUNA REGALO（ルナ・レガーロ） 〜月からの贈り物〜」に衣装デザイナーとして参加。東京・日比谷に設けられた特設シアターレストラン内で行われているサーカスの衣装を担当。
  - 5月　ファンクラブ限定コンサート「HEARTS VOICE ROMANCE」（全8公演）このツアーの発表時は通常の全国ツアーの予定だったが、シングル及びアルバム発表が「25周年の節目に寄りよい作品を作りたい」との石井の希望により、発売が延期となり、コンサートタイトルが変更され、ファンクラブ限定イベントとなった。コンサートチケットはファンクラブ会員のみ購入可能だが、ファンクラブよりファンクラブ未加入者でもファンクラブ会員がチケットを購入する事で参加可能とアナウンスされており、非ファンクラブ会員でも参加可能となった。
  - 5月、フィーチャリング作品第1弾として、ヴォーカリスト「K」をフィーチャリングした「OCEAN DRIVE feat.K」（シングル）を発売。
  - 7月、フィーチャリング作品第2弾としてANRIをフィーチャリングした「THE WAVE OF LOVE feat.ANRI」（シングル）を発売。
  - 7 - 8月、「顔魂 in 京都街中スクエア」開催（期間：7月1日 - 8月31日）顔魂作品を室町通を中心とした京都街中エリア11カ所にて展示。特別展示として"京の七夕「顔魂〜KAODAMA〜石井竜也展示会」in 世界遺産・二条城"（8月6日 - 15日、京都市開催）を開催。
  - 9月、「奈良遷都 1300年際」の一環として薬師寺にてコンサートタイトル「輪廻秋月in 薬師寺」を行う。
  - 9月22日の誕生日当日、フィーチャリング作品第3弾として米グラミー賞アーティスト、ピーボ・ブライソンをフィーチャリングした「WALKING feat.PEABO BRYSON」（シングル）を発売。
  - 10月 デビュー25周年記念としてコンサートタイトル「TATUYA ISHII　25th ANNIVERSARY NYLON CLUB GOLDEN CARNIVAL」（全国1カ所/全1公演）をソロでは初となるアリーナにて行う。
- 2011年
  - 1月、阪急三番街Presents「DREAM LIVE 2011」に参加。
  - 2月、「はなひとひら」（シングル）を発売。
  - 3月、『MOON & EARTH』（アルバム）を発売。東日本大震災発生。故郷北茨城市も大きな被害を受ける。
  - 3 - 4月、チャリティコンサート「GROUND ANGEL - MIND from MIND LIVE」開催（全国3カ所/全3公演）。初日の大阪公演はインターネットで生中継される。
  - 4 - 8月、コンサートツアー「MOONLIGHT ORCHESTRA」開催（全国7カ所/全9公演）。
  - 9月、「AMOURSIQUE with Symphony Orchestra From East to West TATUYA ISHII PEABO BRYSON」参加。「波静浄心in 厳島神社」を行う。
  - 10月、「天夕紅山in 比叡山延暦寺」を行う。
  - 11月、「Where is Heaven」（シングル）を発売。
  - 12月、「GROUND ANGEL × 〜Angel Rays〜」開催（全国3カ所/全3公演）。
- 2012年
  - 2 - 3月　ファンクラブ限定コンサート「OH!ISHII LIVE」開催（全国6カ所/全7公演）。
  - 4月　米米CLUBツアー「NATURAL」開催（全国8カ所/8公演）。
  - 6月　『HEARTS VOICES』（ミニアルバム）を発売。TBS系「アシタスイッチ」に出演し、過去の映画事業で多額の借金を負い、自殺まで考えたことを告白[6]。

## 作品

### CDシングル
| 枚   | 発売日         | タイトル                                           | 規格品番                                          |
| ---- | -------------- | -------------------------------------------------- | ------------------------------------------------- |
| 1st  | 1997年9月25日  | WHITE MOON IN THE BLUE SKY                         | SRDL-4417                                         |
| 2nd  | 1998年2月18日  | リズム/帰ろう 〜you are my place〜                 | SRDL-4444                                         |
| 3rd  | 1998年4月1日   | 安心しろよ                                         | SRDL-4489                                         |
| 4th  | 1998年7月1日   | 花まつり (石井ビューティー名義)                    | SRDL-4535                                         |
| 5th  | 1998年12月2日  | HI TENSION LOVE                                    | SRDL-4583                                         |
| 6th  | 1999年7月23日  | 朝日につづく道                                     | SRDL-4645                                         |
| 7th  | 2000年2月23日  | GOLDEN FISH & SILVER FOX                           | SRCL-4775                                         |
| 8th  | 2001年10月11日 | 遠くへ…                                            | SRCL-5212                                         |
| 9th  | 2002年1月17日  | あなたに                                           | SRCL-5275（初回生産限定盤） SRCL-5276（通常盤）   |
| 10th | 2002年6月26日  | MOON DANCER（MOONSTONES名義）                      | SRCL-5361/2（完全生産限定盤） SRCL-5363（通常盤） |
| 11th | 2002年9月4日   | コ・ウ・カ・イ                                     | SRCL-5412/3（初回生産限定盤） SRCL-5414（通常盤） |
| 12th | 2002年9月26日  | 君をつれて                                         | SRCL-5442                                         |
| 13th | 2003年2月26日  | 夢の迷い道で/シルエット・ロマンス                  | SRCL-6081                                         |
| 14th | 2003年3月26日  | RIVER/みずいろの雨                                 | SRCL-6082                                         |
| 15th | 2003年5月21日  | RIVER 〜GUNDAM SEED EDITION〜                      | SRCL-6086                                         |
| 16th | 2003年11月19日 | GROUND ANGEL（T.I GRAND PROJECT名義）              | SRCL-6096                                         |
| 17th | 2004年2月25日  | 未来〜まだ見ぬ時代よ〜                             | SRCL-6102                                         |
| 18th | 2004年5月19日  | 君はランバダンバンバ                               | SRCL-6104                                         |
| 19th | 2005年2月23日  | 心の言葉                                           | SRCL-5877/8（初回生産限定盤） SRCL-5859（通常盤） |
| 20th | 2005年6月22日  | 愛の力                                             | SRCL-5926/7（初回生産限定盤） SRCL-5928（通常盤） |
| 21st | 2005年12月7日  | GROUND ANGEL in HIROSHIMA（T.I GRAND PROJECT名義） | SRCL-6073                                         |
| 22nd | 2007年4月4日   | 君に戻ろう/雲（single version）                    | SRCL-6515（初回生産限定盤） SRCL-6516（通常盤）   |
| 23rd | 2008年3月12日  | 旅の途中で                                         | SRCL-6744/5（初回生産限定盤） SRCL-6746（通常盤） |
| 24th | 2008年10月22日 | AIRAの大地                                         | SRCL-6868/9（初回生産限定盤） SRCL-6870（通常盤） |
| 25th | 2009年2月4日   | DANCE IN LOVE                                      | SRCL-6935                                         |
| 26th | 2010年5月12日  | OCEAN DRIVE feat.K                                 | SRCL-7221                                         |
| 27th | 2010年7月21日  | THE WAVE OF LOVE feat.ANRI                         | SRCL-7323                                         |
| 28th | 2010年9月22日  | WALKING feat.PEABO BRYSON                          | SRCL-7377                                         |
| 29th | 2011年2月2日   | はなひとひら                                       | SRCL-7497                                         |
| 30th | 2011年11月30日 | Where is Heaven                                    | SRCL-7830/1（初回生産限定盤） SRCL-7832（通常盤） |
| 31st | 2015年8月5日   | 飛〜JUMP〜翔                                       | SRCL-8860/1（初回生産限定盤） SRCL-8862（通常盤） |

#### その他のシングル（コラボレーション含む）
| 発売日         | タイトル                                      | アーティスト                    | 規格   | 備考                                                                         |
| -------------- | --------------------------------------------- | ------------------------------- | ------ | ---------------------------------------------------------------------------- |
| 1992年11月9日  | 愛のWAVE                                      | カールスモーキー石井&松任谷由実 | 8cmCD  |                                                                              |
| 1993年2月19    | 僕らが生まれた あの日のように                 | USED TO BE A CHILD              | 8cmCD  |                                                                              |
| 1996年8月1日   | DOLPHINS’WORLD                                | ACRI                            | 8cmCD  |                                                                              |
| 1998年         | ハリキッて行こう!!                            | 石井竜也                        | 8cmCD  | 非売品CD                                                                     |
| 1999年10月21日 | 愛なんて恋なんてロシナンテ （ロシナンテ名義） | ロシナンテ                      | 12cmCD |                                                                              |
| 2000年         | 道はある!                                     | 石井竜也                        | 12cmCD | 非売品CD、後に『石 〜Best of Best〜』へ収録                                  |
| 2002年         | 勝利!!                                        | 石井竜也                        | 12cmCD | 非売品CD、後に『石 〜Best of Best〜』へ収録                                  |
| 2005年         | 君だけが出来る事                              | 石井竜也                        | 12cmCD | 非売品CD、後に『石 〜Best of Best〜』へ収録                                  |
| 2006年2月8日   | KAMEN                                         | 倖田來未 featuring 石井竜也     | 12cmCD |                                                                              |
| 2006年5月31日  | 友情のエール                                  | YELL FROM NIPPON                | 12cmCD |                                                                              |
| 2008年4月16日  | 魔法の鍵〜The Dream Goes On                   | 石井竜也&高杉さと美             | 12cmCD |                                                                              |
| 2012年2月8日   | 風の子守歌 〜あしたの君へ〜                   | 谷村新司×石井竜也               | 12cmCD |                                                                              |
| 2014年10月29日 | くやしいけど大事な人                          | 剛力彩芽                        | 12cmCD | 3曲目「別れても好きな人」に『剛力彩芽&石井竜也と東京デルアミーゴ』名義で参加 |
| 2024年1月17日  | きみがいること (みんなのうた ver.)            | 石井竜也                        | 配信   |                                                                              |
| 2024年7月31日  | MARINE BLUE MEMORIES                          | 石井竜也 with 杏里              | 配信   |                                                                              |

### アルバム

#### オリジナル・アルバム
| 枚   | 発売日         | タイトル               | 規格品番 |
| ---- | -------------- | ---------------------- | --- |
| 1st  | 1998年3月21日  | H                      | SRCL-4186 |
| 2nd  | 1999年1月21日  | DEEP                   | SRCL-4451 |
| 3rd  | 2000年3月29日  | GUY                    | SRCL-4793 |
| 4th  | 2002年3月27日  | 浪漫                   | SRCL-5331/2（完全生産限定盤） SRCL-5333/4（初回生産限定盤） SRCL-5335（通常盤）                                    |
| 5th  | 2002年9月19日  | THEATER                | SRCL-5421/2（初回生産限定盤） SRCL-5423（通常盤）                                                                  |
| 6th  | 2003年4月23日  | nipops                 | SRCL-5559 |
| 7th  | 2003年12月3日  | 羽                     | SRCL-5621/2（初回生産限定盤） SRCL-5623（通常盤）                                                                  |
| 8th  | 2004年7月7日   | NYLON KING             | SRCL-5983 |
| 9th  | 2005年3月24日  | SKETCH                 | SRCL-5860/1（完全生産限定盤） SRCL-5862（通常盤）                                                                  |
| 10th | 2006年2月8日   | DANCE NYLON            | SRCL-6227/8（初回生産限定盤） SRCL-6229（通常盤）                                                                  |
| 11th | 2007年4月4日   | 日時計                 | SRCL-6517/8（初回生産限定盤） SRCL-6519（通常盤）                                                                  |
| 12th | 2008年3月26日  | PENDULUM               | SRCL-6755/6（初回限定盤） SRCL-6757（通常盤）                                                                      |
| 13th | 2009年3月4日   | CHANDELIER             | SRCL-6953/4（初回生産限定盤） SRCL-6955（通常盤）                                                                  |
| 14th | 2011年3月9日   | MOON & EARTH           | SRCL 7537/40（完全生産限定盤A） SRCL 7541/4（完全生産限定盤B） SRCL 7545/7（初回生産限定盤） SRCL 7548/9（通常盤） |
| 15th | 2012年6月20日  | HEARTS VOICES          | SRCL-7994/5（初回生産限定盤） SRCL-7996（通常盤）                                                                  |
| 16th | 2012年9月5日   | LOVE                   | SRCL-8085/6（初回生産限定盤） SRCL-8087（通常盤）                                                                  |
| 17th | 2013年9月4日   | WHITE CANVAS           | SRCL-8352/3（初回生産限定盤） SRCL-8354（通常盤）                                                                  |
| 18th | 2014年9月3日   | SHINE                  | SRCL-8582/3（初回生産限定盤） SRCL-8584（通常盤）                                                                  |
| 19th | 2015年9月2日   | STONE                  | SRCL-8874/7（初回生産限定盤） SRCL-8878/9（通常盤）                                                                |
| 20th | 2016年8月31日  | BLACK DIAMOND          | SRCL-9169/70（初回生産限定盤） SRCL-9171（通常盤）                                                                 |
| 21st | 2017年9月27日  | DIAMOND MEMORIES       | SRCL-9479/80（初回生産限定盤） SRCL-9481（通常盤）                                                                 |
| 22nd | 2019年2月13日  | LOVE DIAMONDS          | SRCL-9997/8（初回生産限定盤） SRCL-9999（通常盤）                                                                  |
| 23rd | 2020年2月12日  | TOUCHABLE              | SRCL-11406/7（初回生産限定盤） SRCL-11408（通常盤）                                                                |
| 24th | 2022年9月7日   | LOST MESSAGE           | SRCL-12220/1（初回生産限定盤） SRCL-12222（通常盤）                                                                |
| 25th | 2023年12月20日 | DEEPER                 | SRCL-12661/4（初回生産限定盤）                                                                                     |
| 25th | 2024年5月29日  | LOST MESSAGE 〜CHAOS〜 | SRCL-12884/5（初回生産限定盤） SRCL-12886（通常盤）                                                                |

#### ベスト・アルバム
| 枚  | 発売日         | タイトル              | 規格品番                                              |
| --- | -------------- | --------------------- | ----------------------------------------------------- |
| 1st | 2005年10月12日 | 石 〜Best of Best〜   | SRCL-5988/90（初回生産限定盤） SRCL-5991/2（通常盤）  |
| 2nd | 2015年3月25日  | 石弐 〜Best of Best〜 | SRCL-30008/9（初回生産限定盤） SRCL-30010/1（通常盤） |
| 3rd | 2024年12月25日 | STONE ROCK’S          | SRCL-13060/3（初回生産限定盤）                        |

#### その他のアルバム
| 発売日         | タイトル                                                           | 規格      | 備考                                 |
| -------------- | ------------------------------------------------------------------ | --------- | ------------------------------------ |
| 1991年11月21日 | MILD & WILD （P-SMOKE名義）                                        | CD        |                                      |
| 1994年12月10日 | 河童 オリジナル・サウンドトラック                                  | CD        |                                      |
| 1996年8月21日  | ACRI （ACRI名義）                                                  | CD        |                                      |
| 1996年8月31日  | ACRI（サウンドトラック）                                           | CD        |                                      |
| 1997年4月23日  | 60 CANDLES（カールスモーキー石井名義）                             | CD(2枚組) | 君といつまでもをカバーした           |
| 2004年12月     | GROUND ANGEL STORY SORA（インストCD）（T.I GRAND PROJECT名義）     | CD        | イベント限定発売                     |
| 2005年7月21日  | Yuji Ohno,You&Explosion Band-Made in Y.O.-                         | CD        | 町田義人の戦士の休息をカバーした     |
| 2006年10月4日  | TATUYA ISHII meets アタゴオルは猫の森                              | CD        | 初回生産限定盤はDVD付き              |
| 2007年12月5日  | TATUYA ISHII'S 河童幻想                                            | CD        |                                      |
| 2007年12月5日  | TATUYA ISHII'S ACRISM                                              | CD        |                                      |
| 2011年11月23日 | FREE〜Cut the Rhythm & Beat / Jam with Super Vocalists & Artists〜 | CD        | スパンダー・バレエ「トゥルー」カバー |

### 映像作品
ライブ・ビデオ
| 枚   | 発売日         | タイトル                                            | 規格品番                                          |
| ---- | -------------- | --------------------------------------------------- | ------------------------------------------------- |
| 1st  | 1998年6月20日  | DRAG-ON Films 〜The Legend of Dragon Slayers〜      | SRVM-5632                                         |
| 2nd  | 1999年9月8日   | TRANS FILMS                                         | SRVM-5666                                         |
| 3rd  | 2000年1月21日  | THE CIRCUS FILMS サアカス少年團 NATSU NO YO NO YUME | SRVM-5675                                         |
| 4th  | 2000年4月1日   | SPACE HAWAIIAN FILMS                                | SRVM-5687                                         |
| 5th  | 2000年10月18日 | DRAGASIAN FILMS                                     | SRVM-5708（VHS） SRBL-1093（DVD）                 |
| 6th  | 2002年12月4日  | A.N 〜Complete“Art Nude”DVD BOX〜                   | SRBL-1155/8                                       |
| 7th  | 2003年3月5日   | ZERO CUBE 〜Complete“ZERO CITY”DVD BOX〜            | SRBL-1173/4                                       |
| 8th  | 2003年3月26日  | Art Nude 1998                                       | SRBL-1176                                         |
| 9th  | 2003年3月26日  | Art Nude 1999                                       | SRBL-1177                                         |
| 10th | 2003年3月26日  | Art Nude 2000                                       | SRBL-1178                                         |
| 11th | 2003年3月26日  | Art Nude 2002                                       | SRBL-1179                                         |
| 12th | 2003年3月26日  | ZERO CITY 〜HAL〜                                   | SRBL-1180                                         |
| 13th | 2003年3月26日  | ZERO CITY 〜AQI〜                                   | SRBL-1181                                         |
| 14th | 2003年7月24日  | NYLON CLUB                                          | SRBL-1191                                         |
| 15th | 2005年12月7日  | 2005 TWO TONE TOUR                                  | SRBL-1270/1                                       |
| 16th | 2006年2月8日   | NYLON CLUB SUPER DELUXE                             | SRBL-1273                                         |
| 17th | 2006年4月26日  | COCOROCK FOREST CONCERT 〜透明森の妖精〜            | SRBL-1280                                         |
| 18th | 2006年5月31日  | ISHYST                                              | SRBL-1281                                         |
| 19th | 2006年6月28日  | SKETCH 〜Book of GROUND ANGEL〜                     | SRBL-1283                                         |
| 20th | 2006年7月26日  | DANCE NYLON 〜ナイロンクラブで逢いませう〜          | SRBL-1285                                         |
| 21st | 2007年5月30日  | TATUYA ISHII SYMPHONY DREAMS                        | SRBL-1321/3                                       |
| 22nd | 2008年7月2日   | PENDULUM                                            | SRBL-1344                                         |
| 23rd | 2008年11月26日 | TMUSIC TREE LIVE 〜月日の塔〜                       | SRBL-1384                                         |
| 24th | 2009年8月26日  | CHANDELIER SCANDAL                                  | SRBL-1397/8                                       |
| 25th | 2010年12月22日 | 輪廻秋月 in 薬師寺                                  | SRBL-1449                                         |
| 26th | 2011年10月19日 | INGOT                                               | SRBL-1477/82                                      |
| 27th | 2011年12月21日 | MOONLIGHT ORCHESTRA                                 | SRBL-1511                                         |
| 28th | 2013年3月27日  | MOONLIGHT DANCE PARTY                               | SRBL-1569                                         |
| 29th | 2014年3月26日  | WHITE MOONLIGHT                                     | SRBL-1610/2（完全生産限定盤） SRBL-1613（通常盤） |
| 30th | 2015年3月25日  | PEGASUS                                             | SRBL-1652/3                                       |
| 31st | 2016年2月3日   | ARROWS HEAD                                         | SRBL-1690/3                                       |
| 32nd | 2017年2月22日  | BLACK DIAMOND REFLECTION                            | SRBL-1738                                         |
| 33rd | 2018年11月28日 | TATUYA ISHII CONCERT TOUR 2018 -陣JIN-              | SRXL-190                                          |
| 34th | 2020年3月11日  | OH! ISHII LIVE                                      | SRXL-231/2（完全生産限定盤） SRBL-1890（通常盤）  |

ミュージッククリップ
| 枚  | 発売日        | タイトル     | 規格品番                          |
| --- | ------------- | ------------ | --------------------------------- |
| 1st | 1999年2月20日 | TROUBLEMAKER | SRVM-5642                         |
| 2nd | 2000年4月19日 | PREGASIA     | SRVM-5692（VHS） SRBL-1050（DVD） |

映画
| 枚  | 発売日        | タイトル | 規格品番  |
| --- | ------------- | -------- | --------- |
| 1st | 2007年12月5日 | 河童     | PCBP51613 |
| 2nd | 2007年12月5日 | ACRI     | PCBP51614 |

ドキュメンタリー映像
| 枚  | 発売日        | タイトル            | 備考                              |
| --- | ------------- | ------------------- | --------------------------------- |
| 1st | 2001年2月21日 | Dragon Spirit Vol.1 | SRVM-5721（VHS） SRBL-1119（DVD） |
| 2nd | 2001年4月25日 | Dragon Spirit Vol.2 | SRVM-5724（VHS） SRBL-1122（DVD） |
| 3rd | 2001年7月4日  | Dragon Spirit Vol.3 | SRVM-5729（VHS） SRBL-1125（DVD） |

## コンサート
ツアー
| - LIVE-A-LIVE（1997年） - T-STAGE（1997年） - DRAG-ON〜The Legend of Dragon Slayers〜（1998年） - 1998 ART NUDE - TRANS 〜時間紀行〜（1999年） - 1999 ART NUDE - DRAGASIA 〜Welcome to ASIAN DISCO〜（2000年） - 2000 ART NUDE - ZERO CITY -HAL-（2001年） - ZERO CITY -AQI-（2001年） - オーケストラライブ “D-DREAM”（2001年） - 2002 ART NUDE - LIVE&ACT『ツキノイシ・ケイカク』“MOON”（2002年） - NYLON CLUB 〜LET'S GO CABARET〜（2002年） - ISHYST（2003年） - “SUN” 石井竜也×姿月あさと・ツキノイシケイカク第二弾（2003年） - NYLON CLUB DELUXE（2004年） - SKETCH 〜Book of GROUND ANGEL〜（2004年 - 2005年） - 20th ANNIVERSARY 2005 TWO TONE TOUR - COCOROCK FOREST CONCERT 〜透明森の妖精〜（2005年） - DANCE NYLON 〜ナイロンクラブで逢いませう〜（2006年） - SUNDIAL 〜日時計のある人生〜（2007年） - HEARTS VOICE LIVE（2007年） - PENDULUM（2008年） - GROUND ANGEL 〜INORING〜（2008年） - CHANDELIER SCANDAL（2009年） - GROUND ANGEL 〜ONE DREAM〜（2009年） - HEARTS VOICE ROMANCE（2010年） - GROUND ANGEL－MIND from MIND LIVE（2011年） - MOONLIGHT ORCHESTRA（2011年） - GROUND ANGEL × 〜Angel Rays〜（2011年） - OH! ISHII LIVE（2012年 - 2013年、2019年、2021年） | - HEARTS VOICE LOVERS（2012年） - MOONLIGHT DANCE PARTY（2012年） - GROUND ANGEL 〜TOMORROW〜（2012年 - 2013年） - ANGEL DREAMS（2013年） - WHITE MOONLIGHT（2013年） - GROUND ANGEL 〜HOPE〜（2013年） - ART NUDE 2014 〜縁〜 - HEARTS VOICE BREEZE（2014年） - PEGASUS（2014年） - GROUND ANGEL 〜COEXISTENCE〜（2014年） - ART NUDE 2015 〜古〜 - ARROWS HEAD（2015年） - GROUND ANGEL 〜EMPATHY〜（2015年） - TATUYA ISHII PREMIUM SYMPHONIC CONCERT 2016 〜石井竜也30TH ANNIVERSARY〜 - ART NUDE 2016 〜礎〜 - BLACK DIAMOND REFLECTION（2016年） - GROUND ANGEL 〜FAITH〜（2016年） - ISHYST 〜REMEMBERING SONGS〜（2017年） - LIKE A JAZZ（2017年） - "ROMANTIC CHRISTMAS EVE." TATUYA ISHII SEXY VOICE SHOW TIME（2017年 - 2020年） - 陣 -JIN-（2018年） - LIKE A JAZZ 2（2018年） - LOVE DIAMONDS MESSAGE（2018年） - GROUND ANGEL 〜BREATH〜（2018年） - DREAM OF FUTURE（2019年） - LIKE A JAZZ 3（2019年） - NYLON CLUB 〜006〜（2019年） - GROUND ANGEL 〜EARTH〜 - LIKE A JAZZ 4（2020年） - LIKE A JAZZ PARTY（2020年） |

コンサート
| - サアカス少年團 〜NATSU NO YO NO YUME〜（1998年） - EXPO ISHII 1999 - NYLON CLUB SUPER DELUXE（2004年） - GROUND ANGEL ORCHESTRA（2006年） - TATUYA ISHII SPECIAL CONCERT 〜水煙の夢〜（2007年） - MUSIC TREE LIVE TATUYA ISHII SPECIAL CONCERT 〜月日の塔〜（2008年） - GINZA LOVE-LOVE LIVE（2008年） - 水都大阪 TATUYA ISHII SPECIAL CONCERT 水龍 〜SUIRYU〜（2009年） - SOCIAL MOON SYMPHONY（2009年） - 中部電力チャリティーコンサート “POWER OF MUSIC”（2010年） - 輪廻秋月 in 薬師寺（2010年） - NYLON CLUB GOLDEN CARNIVAL（2010年） - 森羅万象 in 上賀茂神社（2010年） | - GROUND ANGEL 〜イノチノカワ〜（2010年） - AMOURSIQUE with Symphony Orchestra From East to West（2011年） - 波静浄心 in 厳島神社（2011年） - 天夕紅山 in 比叡山延暦寺（2011年） - GROUND ANGEL 〜HOPE HILLS〜（2014年） - 愛古都場 “京都夜会”（2014年） - CONSTELLATION OF VOICE 2015 涼風歌会 - 愛和意加賀 〜あいはいかが〜 金沢新春歌会（2016年） - DREAM OF THE ORION 2016 - GROUND ANGEL 〜LIGHT〜（2017年） - HAWAII TOUR 2019「ALOHAWAIISHII」 - ビルボードライブ 〜LIKE A JAZZ CHRISTMAS〜（2020年） - EARTH MIND（2021年） |

## 出演

### テレビ
- P-STOCK（フジテレビ）
- 君は時のかなたへ（1995年9月18日、テレビ朝日）
- 音楽空間アンモナイト（1997年4月 - 9月、テレビ東京系）
- 神秘学（スカイパーフェクTV!）
- シザーズリーグ（1999年4月 - 2000年3月、フジテレビほか） - 石井ビューティー名義で出演
- Music-enta（2000年4月、テレビ朝日） 初期のみ出演
- himico.tv（BS朝日）
- 純美学 〜おしゃれギャラリー〜（BS日テレ）
- 知るを楽しむ 〜岡本太郎 あしたの神話（2005年11月8日 - 29日、NHK教育テレビ）
- THE M（2008年4月22日 - 8月12日、日本テレビ系）
- 石井竜也のArt or Not?（SCI FIチャンネル→ユニバーサルチャンネル）
- サンクチュアリ シーズン2 第12話（ユニバーサルチャンネル） - 恩竜寺 役
- 31文字の人生歌〜働き盛りの介護〜（2010年9月20日、NHK）
- FNS歌謡祭（2010年12月4日・2012年12月5日、フジテレビ）
- 石井竜也のショータイム（2011年4月 - 、NHK BSプレミアム）
- カエルの王女さま 第7話（2012年5月24日、フジテレビ） - 三宅光矢 役
- ファミリーヒストリー「石井竜也〜父の思いを背負って　老舗和菓子屋の誇り〜」（2018年1月24日、NHK総合）[7]
- 5時に夢中!（2018年4月13日・2019年9月27日、TOKYO MX）
- ニンゲン観察バラエティ モニタリング（2021年5月13日、2021年6月17日、TBS）[8] [9] カリスマヴォーカリストSP。特殊メイクで老人に変装、とんでもない歌唱力で歌いだしたら驚くかモニタリング。

### ラジオ
- スーパーギャング金曜日（1986年10月 - 1987年3月、TBSラジオ）[1] - その前の半年間は火曜日に米米CLUBとして担当（同番組の項も参照）。
- ディア・フレンズ（1998年10月 - 1999年12月、TOKYO FM系）
  - 石井竜也のディア・フレンズ CASIO 〜Mind Frame〜（2011年2月 - 12月、TOKYO FM系）
- 横浜主義 - ヨコハマイズム - 石井竜也のブルーライト YOKOHAMI（2003年1月 - 2006年3月、FMヨコハマ）
  - 石井竜也のyokohami（2006年4月 - 2007年3月、FMヨコハマ）
- 石井竜也の舞台裏物語（2003年10月 - 2004年3月、TBSラジオ）
- ASAHI SUPER DRY MUSIC ALIVE（2005年4月 - 2007年3月、TOKYO FM系）
- 石井週一（2007年4月 - 2008年3月、TOKYO FM）
- JAL presents FLYING HEART（2012年10月 - 2024年9月、FMヨコハマ）
- 寺田倉庫 presents 石井竜也 TIME CAPSULE（2015年4月 - 2015年9月、TOKYO FM）
- SGC presents 石井竜也 GOLDEN MUSIC（2024年1月 - 2024年12月、TOKYO FM）
- ROMANTIC YOKOHAMI（2024年10月 - 、FMヨコハマ）

### CM
- スプライト （1998年）
- 日清焼そばU.F.O. （2003年 - 2004年）
- アメリカンホーム保険（2014年）
- えがお「えがおのプラチナパック」（2023年3月16日 - ）[10] - 関東地区放映。「君がいるだけで」をソロで歌唱した。

### インターネット
- 米米CLUBのカールスモーキー石井こと石井竜也の「Nicolangelo」（2011年10月 - 、ニコニコ生放送）

## 映画
監督作品
- 河童 KAPPA（1994年）
- ACRI（1996年）

出演作品
- キリエのうた（2023年） - 横井啓治 役[11]

## 提供作品
※印は石井本人がセルフカヴァーした音源がある曲
- 和田アキ子
  - 「さあ冒険だ」（作曲　カールスモーキー石井名義）
  - 「夢」（作詞、作曲）
- シャルル
  - 「OFFICE WARS」（作詞、作曲）
- 帝国歌劇団乙女組
  - 「想い」（作詞、作曲）※
- 遠藤久美子
  - 「夢ロケッツ」（作曲）
- MINAKO
  - 「予感」（作詞、作曲）※
- パパイヤ鈴木とおやじダンサーズ
  - 「舞いWAY 〜油ギッシュラブ〜」（作詞　石井ビューティー名義）
- Linda
  - 「ONE SCENE」、「傘‐KASA‐」（作詞、作曲）
- 和泉元彌
  - 「SIGNAL」、「しあわせならそこに」（作詞、作曲）
- 藤沢潤子
  - 「地平線の夢」、「神話」、「ゆらめき」（作詞、作曲）
- チェン・ミン
  - 「古都」※、「水色の花」（作曲）
- 姿月あさと
  - 「夢想遊泳」（作詞、作曲）
- 練馬大根ブラザーズ
  - 「マ・ジ・ヤ・バ」（作詞）
- mink
  - 「愛してる feat.石井竜也」（作曲、歌）
- 郷ひろみ
  - 「Water Crown 〜水の王冠〜」（作詞、作曲）
- 私立恵比寿中学
  - 「中人DANCE MUSIC」（作曲）
- マックスむらい
  - 「限界突破」（作詞、作曲）
- EXILE ATSUSHI
  - 「KAZE」（作曲）
- 北茨城市
  - 「やさしい町」（作詞・作曲）